# Epidesma frances
Epidesma frances là một loài bướm đêm thuộc phân họ Arctiinae, họ Erebidae.